# 森孝頼
森 孝頼（もり たかより）は、戦国時代の土佐国の国人である。

## 来歴
土佐国（現高知県）土佐郡北部の森郷と土佐郡南部の潮江村一帯を所領とした土豪・森氏の第5代当主。父・頼実が本山氏の攻撃により居城森城を奪われ敗死すると、幼少の身だった孝頼は密かに城を脱出し、岡豊に落ち延びる。
その後、岡豊の長宗我部国親のもとに身を寄せ、その庇護を受けるが、元服後は国親の跡を継いだ長宗我部元親の家臣となり対本山戦で功を上げる。そして、元親よりもともと森氏の支城であった潮江城を与えられ城主となり、元親が本山氏の居城本山城攻略に着手した際は命を受け、森郷に潜入、森氏の旧臣らを内応し、本山城陥落の足がかりを作った。本山氏降伏後は元親より旧領森郷を与えられ、孝頼は没落した森氏の再興に成功した。
森城主となった孝頼は以後、長宗我部氏の傘下として四国統一戦に参陣、また潮江天満宮の改修なども手掛けた。